# Aphelenchoides composticola
Aphelenchoides composticola är en rundmaskart. Aphelenchoides composticola ingår i släktet Aphelenchoides, och familjen Aphelenchoididae. Arten är reproducerande i Sverige.